# 祁州路街道
祁州路街道，是中华人民共和国河北省保定市安国市下辖的一个街道办事处。
2017年，河北省民政厅批复同意撤销祁州镇，设立祁州路街道办事处，街道办事处驻祁州路53号。

## 行政区划
祁州路街道下辖以下地区：
桥北社区、桥南社区、舍二村、西关街村、光明街村、北大街村、南大街村、药市街村、农民街村、孟庄村、东大街村、东关街村、刘庄村、西徐村、贾村、宋庄村、曲堤村、南七公村、北七公村、南仕庄村、北仕庄村、西仕庄村、流霜村、东张庄村、东河村、西河村、西长仕村、伏村、子娄村和东长仕村。